# Gland (Svizzera)
Gland (toponimo francese) è un comune svizzero di 13 181 abitanti del Canton Vaud, nel distretto di Nyon; ha lo status di città.

## Geografia fisica
Gland si affaccia sul lago di Ginevra, fra Ginevra e Losanna.

## Monumenti e luoghi d'interesse

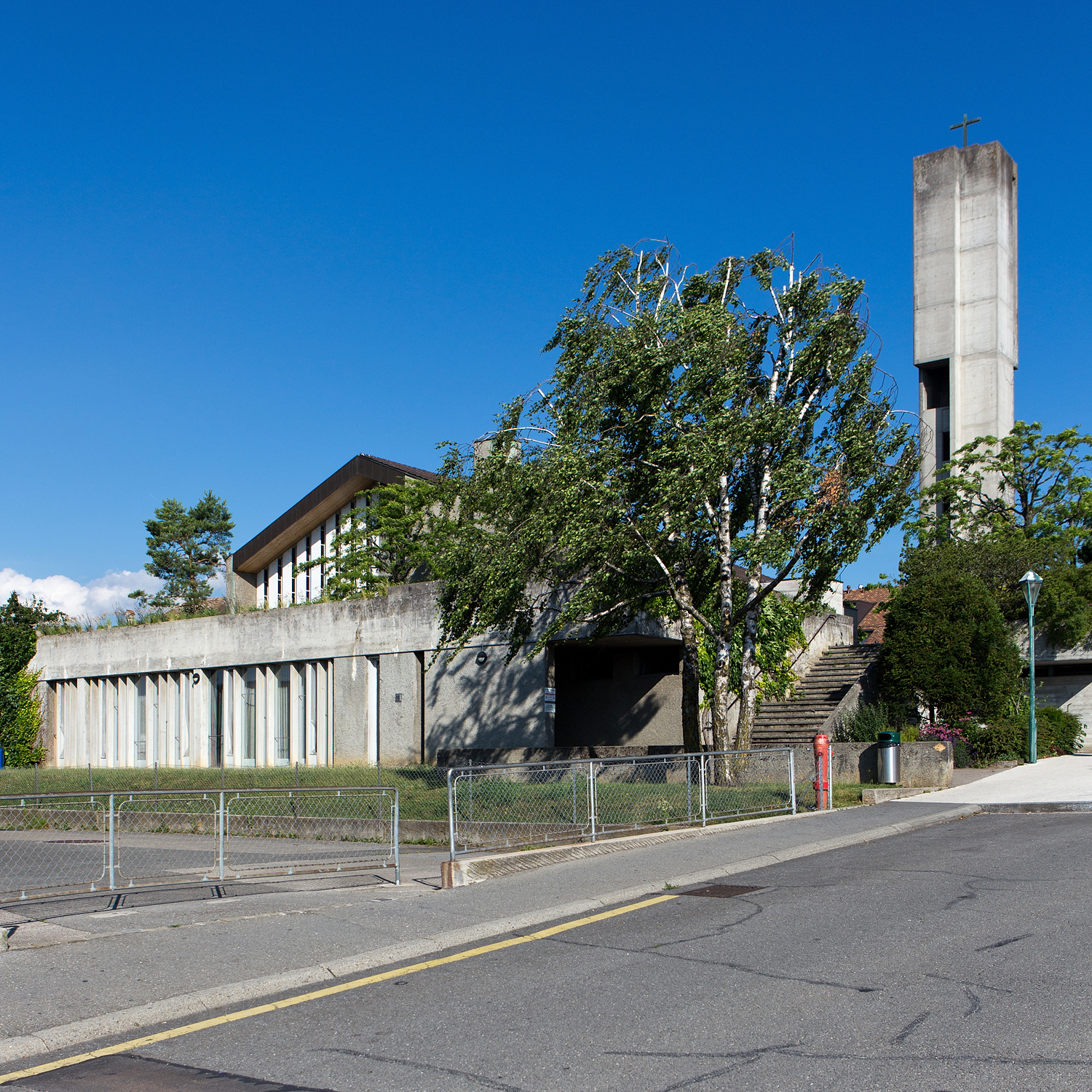
La chiesa riformata

- Chiesa riformata, eretta nel 1968[2];
- Chiesa cattolica, eretta nel 1973[2].

## Società

### Evoluzione demografica
L'evoluzione demografica è riportata nella seguente tabella:
Abitanti censiti

### Istituzioni, enti e associazioni
Gland ospita gli uffici centrali delle due più grandi organizzazioni di protezione della natura del mondo, L'Unione Internazionale per la Conservazione della Natura e il WWF, nonché la sede del Segretariato della Convenzione di Ramsar.

## Infrastrutture e trasporti

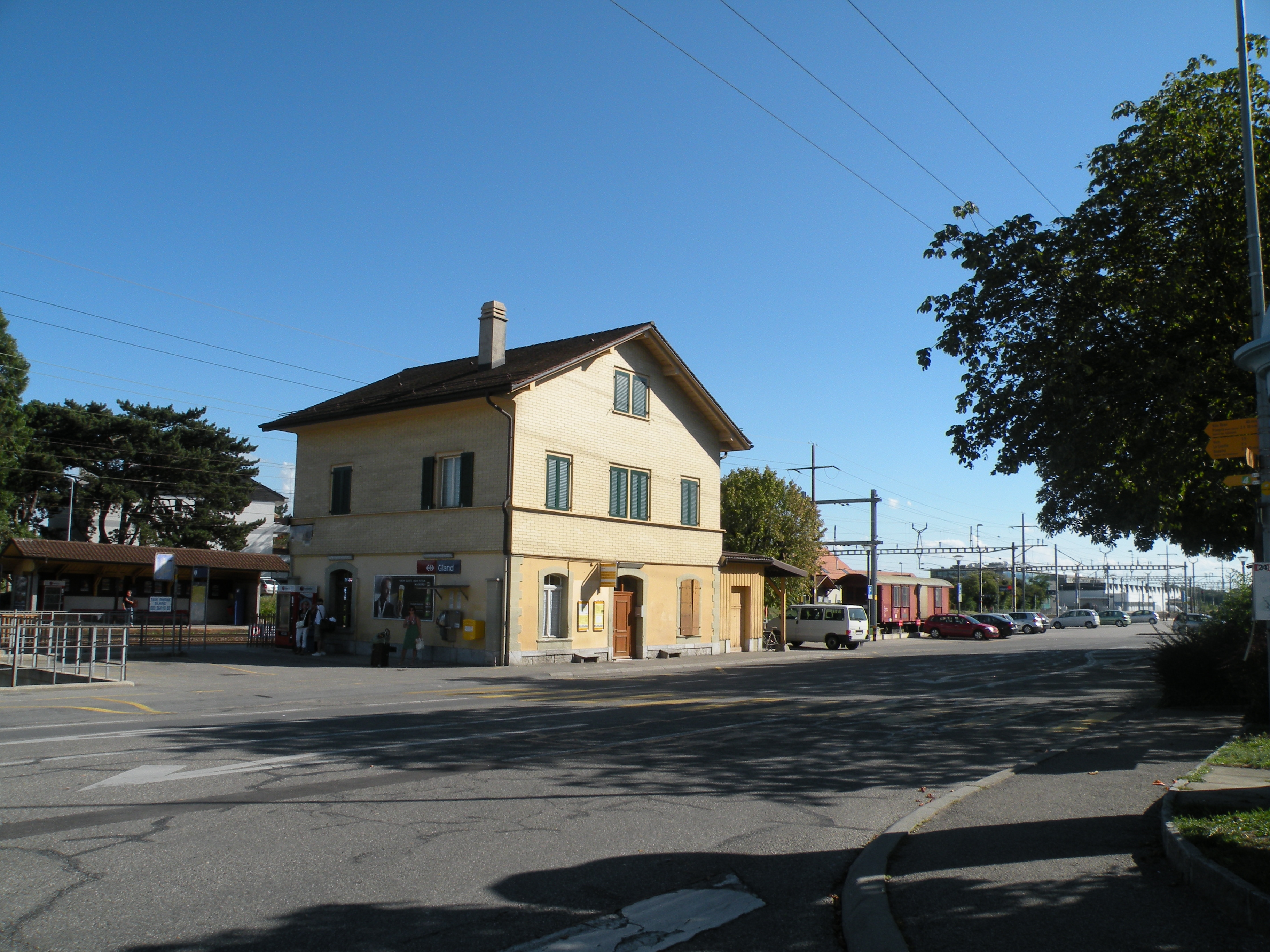
La stazione di Gland

Gland è servito dall'omonima stazione sulla ferrovia Losanna-Ginevra.

## Amministrazione
Ogni famiglia originaria del luogo fa parte del cosiddetto comune patriziale e ha la responsabilità della manutenzione di ogni bene ricadente all'interno dei confini del comune.